# Saint-Jean-sur-Erve
Saint-Jean-sur-Erve is een plaats en voormalige gemeente in het Franse departement Mayenne (regio Pays de la Loire) en telt 420 inwoners (1999). De plaats maakt deel uit van het arrondissement Laval. Saint-Jean-sur-Erve is op 1 januari 2017 gefuseerd met de gemeente Blandouet tot de gemeente Blandouet-Saint Jean. 

## Geografie
De oppervlakte van Saint-Jean-sur-Erve bedraagt 25,2 km², de bevolkingsdichtheid is 16,7 inwoners per km².
De onderstaande kaart toont de ligging van Saint-Jean-sur-Erve met de belangrijkste infrastructuur en aangrenzende gemeenten.

## Demografie
Onderstaande figuur toont het verloop van het inwonertal (bron: INSEE-tellingen).